# Кралят на фалшификаторите
„Кралят на фалшификаторите“ (на френски: Le cave se rebiffe) е френско-италианска комедия от 1961 г. на режисьора Жил Гранжие с участието на Жан Габен и Бернар Блие.

## Сюжет
Трима неуспели тарикати замислят да се захванат с нещо наистина голямо и печелившо: да напечатат голяма партида фалшиви банкноти. Съзнавайки, че сами няма да могат да ги пласират, решават да се обърнат към пенсиониран гангстер по прякор „Шефа“, който има опит в тези дела. Макар че отдавна се е оттеглил, след кратка уговорка той пристига в Париж. Единият от тримата има любовница, чийто съпруг е великолепен гравьор. Остава само да го убедят да се хване на работа.

## В ролите
| Актьор          | Роля         |
| --------------- | ------------ |
| Жан Габен       | Шефа         |
| Франк Вилар     | Ерик Масон   |
| Бернар Блие     | Шарл Лепикар |
| Жинет Леклерк   | Леа Лепикар  |
| Мартин Карол    | Соланж Медо  |
| Морис Биро      | Робер Медо   |
| Франсоаз Розе   | Мадам Полин  |
| Антоан Балпетре | Лукас        |